# پیتر جانسون (بازیکن فوتبال ، زاده ۱۹۵۸)
پیتر جانسون (انگلیسی: Peter Johnson؛ زادهٔ ۵ اکتبر ۱۹۵۸) بازیکن فوتبال اهل بریتانیا است.
از باشگاه‌هایی که در آن بازی کرده‌است می‌توان به باشگاه فوتبال وایکام واندررز، باشگاه فوتبال میدلزبرو، باشگاه فوتبال گیلینگام، باشگاه فوتبال اکستر سیتی، باشگاه فوتبال نیوکاسل یونایتد، باشگاه فوتبال ساوتند یونایتد، باشگاه فوتبال دارلینگتون، باشگاه فوتبال کرو آلکساندرا، باشگاه فوتبال پیتربورو یونایتد، باشگاه فوتبال دونکستر راورز، و باشگاه فوتبال بریستول سیتی اشاره کرد.